# Форт-Бенд
29°32′ пн. ш. 95°46′ зх. д. / 29.53° пн. ш. 95.77° зх. д.
Округ Форт-Бенд (англ. Fort Bend County) — округ (графство) у штаті Техас, США. Ідентифікатор округу 48157.

## Демографія
За даними перепису 2000 року загальне населення округу становило 354452 осіб, зокрема міського населення було 319144, а сільського — 35308. Серед мешканців округу чоловіків було 176437, а жінок — 178015. В окрузі було 110915 домогосподарств, 93040 родин, які мешкали в 115991 будинках. Середній розмір родини становив 3,46.
Віковий розподіл населення поданий у таблиці:
| Стать    | До 15 років | 15-21 | 22-29 | 30-39 | 40-49 | 50-65 | 65-85 | Понад 85 |
| -------- | ----------- | ----- | ----- | ----- | ----- | ----- | ----- | -------- |
| Чоловіки | 47787       | 19572 | 15081 | 27481 | 33262 | 24561 | 8165  | 528      |
| Жінки    | 45590       | 17345 | 15462 | 30272 | 34506 | 23364 | 10063 | 1413     |

## Суміжні округи
- Воллер — північ
- Гарріс — північний схід
- Бразорія — південний схід
- Вартон — південний захід
- Остін — північний захід

## Виноски
1. ↑  http://www.tshaonline.org/handbook/online/articles/hcf07
2. ↑  U.S. Decennial Census. United States Census Bureau. Архів оригіналу за 26 квітня 2015. Процитовано 26 квітня 2015.
3. ↑  Texas Almanac: Population History of Counties from 1850–2010 (PDF). Texas Almanac. Архів (PDF) оригіналу за 26 лютого 2015. Процитовано 26 квітня 2015.
4. ↑  State & County QuickFacts. United States Census Bureau. Архів оригіналу за 24 червня 2011. Процитовано 16 грудня 2013.(англ.) Наведено за англійською вікіпедією.
5. ↑  American FactFinder. Бюро перепису населення США. Архів оригіналу за 26 лютого 2012. Процитовано 31 січня 2008. [Архівовано 2008-05-21 у Wayback Machine.]

| США | Це незавершена стаття з географії США. Ви можете допомогти проєкту, виправивши або дописавши її. |